# Chicchan

Glifo maya que representaba el día calendárico Chicchan.

Los Chikchan, Chicchan o Chiccan es la denominación que se daba a un grupo de espíritus de la lluvia con forma de serpiente en la mitología maya. Existen cuatro chikchan principales ubicados en los cuatro rumbos del cielo, aunque otros viven en la tierra habitando en los lagos y montañas, haciendo nubes de lluvia del agua de aquellos lagos. Chicchan también era el nombre de un día en el ciclo Tzolkin del calendario maya y dios del número 9. 
Se ha propuesto que Chicchan es un aspecto del símbolo de la serpiente celeste maya, con funciones de fertilización y proveedora de agua. El significado probable es "serpiente mordedora" y, según Mercedes de la Garza, es la forma deificada de la serpiente de cascabel de la especie Crotalus durissus terrificus.
Existe la propuesta de identificar a esta entidad con el Dios H, debido a la coincidencia de que el glifo de este dios posee como marca característica un punto hachurado o rejilla, que representan las escamas de una serpiente coincidiendo con el del símbolo calendárico Chicchan.
En la clasificación de Thompson, corresponde a los glifos T726, T764 y T1006, este último correspondiente al dios 9 que se representa como un jaguar con el signo hachurado y el afijo Yax.